# مايكل أوكرلوند ليفيت
مايكل أوكرلوند ليفيت (بالإنجليزية: Michael Okerlund Leavitt)‏ (مواليد 11 فبراير 1951 في يوتا) هو سياسي أمريكي، ينتمي إلى الحزب الجمهوري. شغل مايكل أوكرلوند ليفيت منصب حاكم على ولاية يوتا ما بين عام 1993 إلى عام 2003 كما شغل أيضاً منصب رئيس وكالة حماية البيئة في الولايات المتحدة في سنة 2003 بعدما قام الرئيس الأمريكي جورج دبليو بوش بترشيحه لتبوأ هذا المنصب وشغل ليفيت منصب رئيس وكالة حماية البيئة إلى عام 2005 وقد شغل مايكل أوكرلوند ليفيت بعد ذلك منصب وزير الصحة والخدمات البشرية في الولايات المتحدة من كانون الثاني - يناير من عام 2005 إلى كانون ثاني - يناير من عام 2009.

## روابط خارجية
- مايكل أوكرلوند ليفيت على موقع مونزينجر (الألمانية)
- مايكل أوكرلوند ليفيت على موقع إن إن دي بي (الإنجليزية)